# Chondrina farinesii
Chondrina farinesii is een slakkensoort uit de familie van de Chondrinidae. De wetenschappelijke naam van de soort is voor het eerst geldig gepubliceerd in 1835 door Des Moulins.